# Dalums kyrka
Dalums kyrka är en kyrkobyggnad i Dalum, Ulricehamns kommun. Den tillhör sedan 2006 Redvägs församling (tidigare Dalums församling) i Skara stift. 

## Historia och omgivningar
Ätrans dalgång, där Dalum ligger, var från vikingatiden en viktig farled och Redväg betyder just ridväg. Från danska Halland kunde man nå Mellansverige via denna led.
Kyrkan ligger ett par hundra meter öster om Dalums samhälle. Bebyggelsen närmast kyrkan består av en större gård som ligger strax utanför kyrkomuren i östlig riktning. Söder om kyrkan ligger ett par villor. I kyrkans närhet låg tidigare ett antal gårdar som utgjorde Dalums by, men som sedan skiftades ut. Dalums samhälle har istället uppstått som ett stationssamhälle. Det fanns även kyrkstallar, men dessa revs 1939 när de inte längre behövdes. 
Det finns ingen prästgård. Tidigare bodde kyrkoherden, som var verksam i hela pastoratet, i Blidsbergs prästgård. Elsegården i Blidsberg fungerade som komministerbostad fram till att den tjänsten drogs in 1919. Eventuellt har även gården Stommen i Dalum tidigare fungerat som bostad åt komministern i Dalum. Numera används Blidsbergs prästgård som kansli för Redvägs församling.

## Kyrkobyggnaden
Byggnaden har en tydlig medeltida prägel genom att den ursprungliga romanska kyrkans murverk fortfarande utgör stommen för långhus, kor och absid. Kyrkan är troligen uppförd under 1100-talet och till största delen byggd i tuktad fältsten. De ursprungliga murarna och den romanska rumsindelningen med långhus och smalare kor med absid är bevarat. Ett västtorn byggdes samtidigt eller förmodligen något senare, detta hade möjligen ett öppet läktarparti in mot kyrkan. Det nuvarande tornet uppfördes troligen på 1500-talet, efter att det ursprungliga förstörts vid en eldsvåda — enligt traditionen förorsakad av danskar i samband med slaget på Åsundens is 1520. Det nya tornet anlades längre västerut och det gamla tornet blev en förlängning av långhuset. Det nya tornet är förmodligen byggt delvis i försvarssyfte, därpå tyder de små rektangulära skottgluggarna i alla fyra väderstreck. 
Sakristian tillkom på 1300-talet och under denna tid fick kyrkan sina gotiska drag i form av de ribblösa valven samt sakristians portal och dörr. Vapenhuset i barockstil tillkom 1738. Absidens utsida är dekorerad med en rundbågsfris som bärs upp av lisener. Frisen är den enda i sitt slag i Västergötland och anses tyda på skånsk-danska influenser. 
Innan den stora restaureringen 1881–1883 var kyrkan mycket förfallen. Stiftet hade länge ansett att kyrkan borde rivas och ersättas med en ny. Saken drog dock ut på tiden och till slut ändrade man sig. 

### Takmålningar
Takmålningarna är utförda 1882 av Anders Gustaf Ljungström. Under kalklagret som bär de nuvarande takmålningarna, finns rester av medeltida takmålningar, förmodligen från 1400-talet. De togs delvis fram 1941, men bedömdes vara alltför fragmentariska, varpå de åter kalkades över. Det medeltida måleriet återfanns i absiden, koret och på triumfbågens övre norra del. Motiven angavs vara liljeornament och huvuden i rött, svart och gult.

### Kronologi
- 1100-talet – Dalum kyrka byggdes i romansk stil med långhus, kor och absid. Tornet byggdes något senare på 1100-talet.
- 1300-talet – Sakristian byggdes och kyrkan fick sina gotiska drag.
- 1500-talet – Tornet förstördes. Ett nytt torn byggdes längre västerut, varvid det gamla fick utgöra förlängning av långhuset.
- 1600-talet – Kyrkan fick predikstol och bänkinredning.
- 1688 – Klockstapel byggdes.
- 1693 – Nuvarande altaruppsats anskaffades.
- 1738 – Vapenhuset i barockstil uppfördes.
- 1788 – Orgelläktaren byggdes och en orgel installerades.
- 1827 – Spåntak på långhuset byttes mot tegel.
- 1832 – Anmärkning av höga fuktnivåer i kyrkan som skadade orgeln.
- 1840 – Förslag om att bygga en ny kyrka.
- 1882 – Större restaurering av kyrkan: höjning av absidens vägg till samma nivå som koret, igenfyllning av gravvalvet, valven dekoreras, färgsättning i vitt och guld skapas, ny predikstol, tornvalvet togs bort och ersattes med ett höjt trätak för att ge orgeln plats, tornbågen och triumfbågen höjdes.
- 1909 – Torn, kor, absid och sakristia fick plåttak. Kamin sattes in i sakristian. Bänkdörrarna togs bort. Takspånet byttes ut mot tegel och plåt.
- 1922 – Restaurering under ledning av Anders Roland. Däribland sänkning av långhusets golv ett halvt trappsteg. Värmesystemet byggdes om. En mörkt blågrön färgsättning tillkom.
- 1941 - Kyrkan fick sin nuvarande prägel under Ärland Noréens ledning, som verkade i Sigurd Curman anda. Konservator Carl Otto Svensson utförde de flesta arbetena. Man satte åter upp den äldre predikstolen från 1661. Man återfann de båda runstenarna i kyrkans grund och de restes på kyrkogården. Man tog fram altaruppsatsens ursprungliga bemålning och resten av kyrkans inredning målades om i liknande färgsättning. Kalkstenssportalen frilades från kalkputs.
- 1956 - Elektrisk uppvärmningsanordning sattes in.
- 1967 - Nytt orgelverk installerades.
- 1985 - Fasadrenovering.
- 2003 - Lockpanelen på klockstapel byttes ut. Spåntaket på tornet återställdes.
- 2007 - Omputsning och ommålning av kyrkans hela fasad. Handikappanpassning av entrén.
- 2010 - Koret handikappanpassades och korbänkarna samt två bänkar längst fram till vänster i långhuset avlägsnades.

## Inventarier

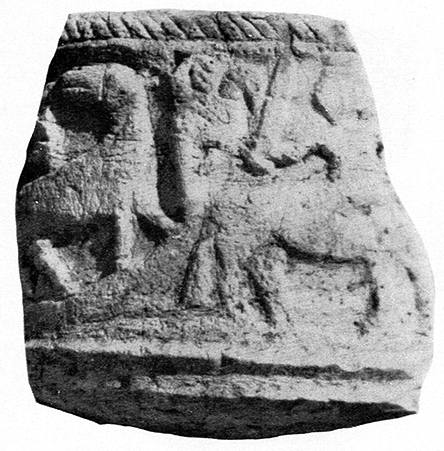
Fragment av dopfunt

- Endast ett fragment av en cuppa till en dopfunt av sandsten från 1100-talet är bevarat. Det hittades 1957 i kyrkogårdsmuren och tillhör en grupp, som döpts efter funten i Molla kyrka, vilka alla är försedda med djurfigurer. Höjd: 46 cm. Cuppan har varit cylindrisk med skrånande undersida. Nedtill på livet finns en enkel rundstav och figurmotiven: fyrfota djur och kentaur, som i höger hand håller ett svärd. Vinkelornament mellan figurerna.[1]
- Dagens dopfunt i barockstil donerades till kyrkan 1941. Den består av en i ek skulpterad man som på huvudet bär en kudde med dopskålen.
- Altaruppsatsen är en kalvariegrupp i skulpterat trä inköpt 1693. Bakom gruppen ett målat landskap och på ramens båda sidor kvinnofigurer.
- Predikstolen från 1661, placerades 1941 på sin nuvarande plats i söder efter att sedan 1800-talet ha legat i klockstapeln.
- Nattvardskalken i förgyllt silver från 1500-talet liksom en paten och oblatask skänktes till kyrkan på 1600-talet.
- Ett solur i kalksten, restaurerat 1961, bevaras i klockstapeln.

## Orglar
- Kyrkans första orgel var byggd 1778 av Lars Strömblad. Verket ersattes 1908 av ett pneumatiskt, som tillverkats av Carl Axel Härngren, vilket 1913 utökades så det fick tio stämmor.
- Dagens mekaniska orgelverk är installerat bakom Strömblads delvis ljudande fasad från 1778. Verket är byggt av den tyska fabriken Emil Hammer Orgelbau och har elva stämmor fördelade på två manualer och pedal.[2]

| Hauptwerk (I) (C-g3) | Schwellwerk (II) (C-g3) | Pedal (C-f1) | Koppel |
| -------------------- | ----------------------- | ------------ | ------ |
| Rohrflöte 8'         | Gedackt 8'              | Subbaß 16'   | II/I   |
| Principal 4'         | Blockflöte 4'           | Gedackt 8'   | I/P    |
| Gemshorn 2'          | Principal 2'            | Oktave 4'    | II/P   |
| Mixtur 3 fach        | Terzian 2-3 fach        |              |        |
|                      | Tremulant               |              |        |
|                      | Schweller               |              |        |

## Bilder

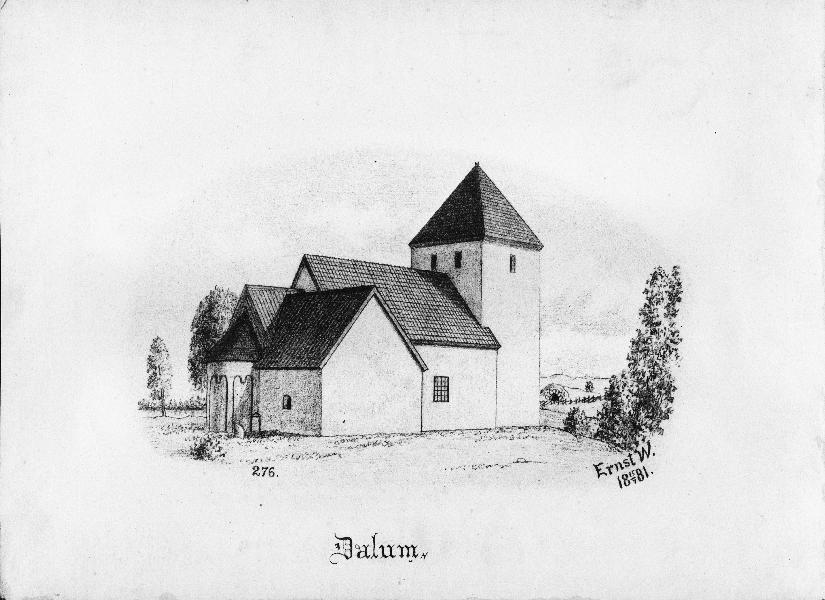
Kyrkan på teckning från 1881.
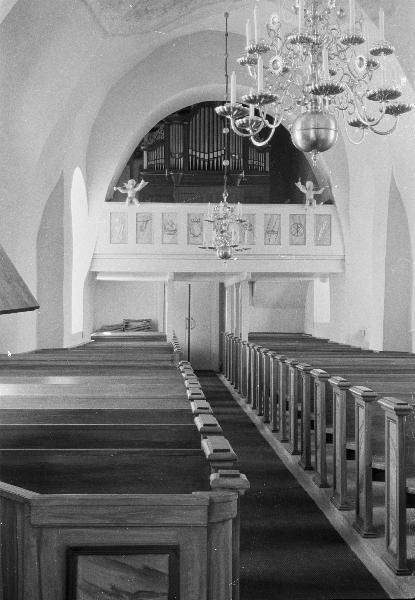
Interiör mot orgelläktaren
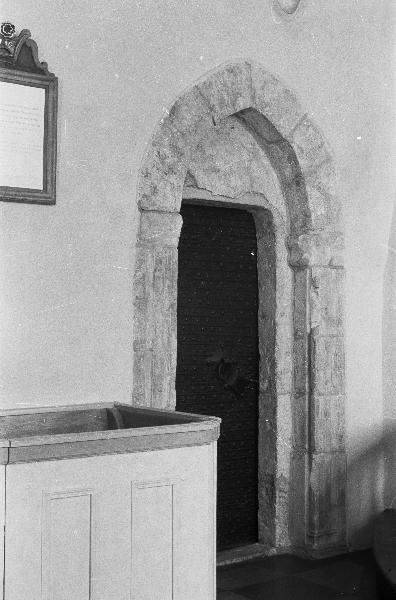
Portal mellan långhus och sakristia
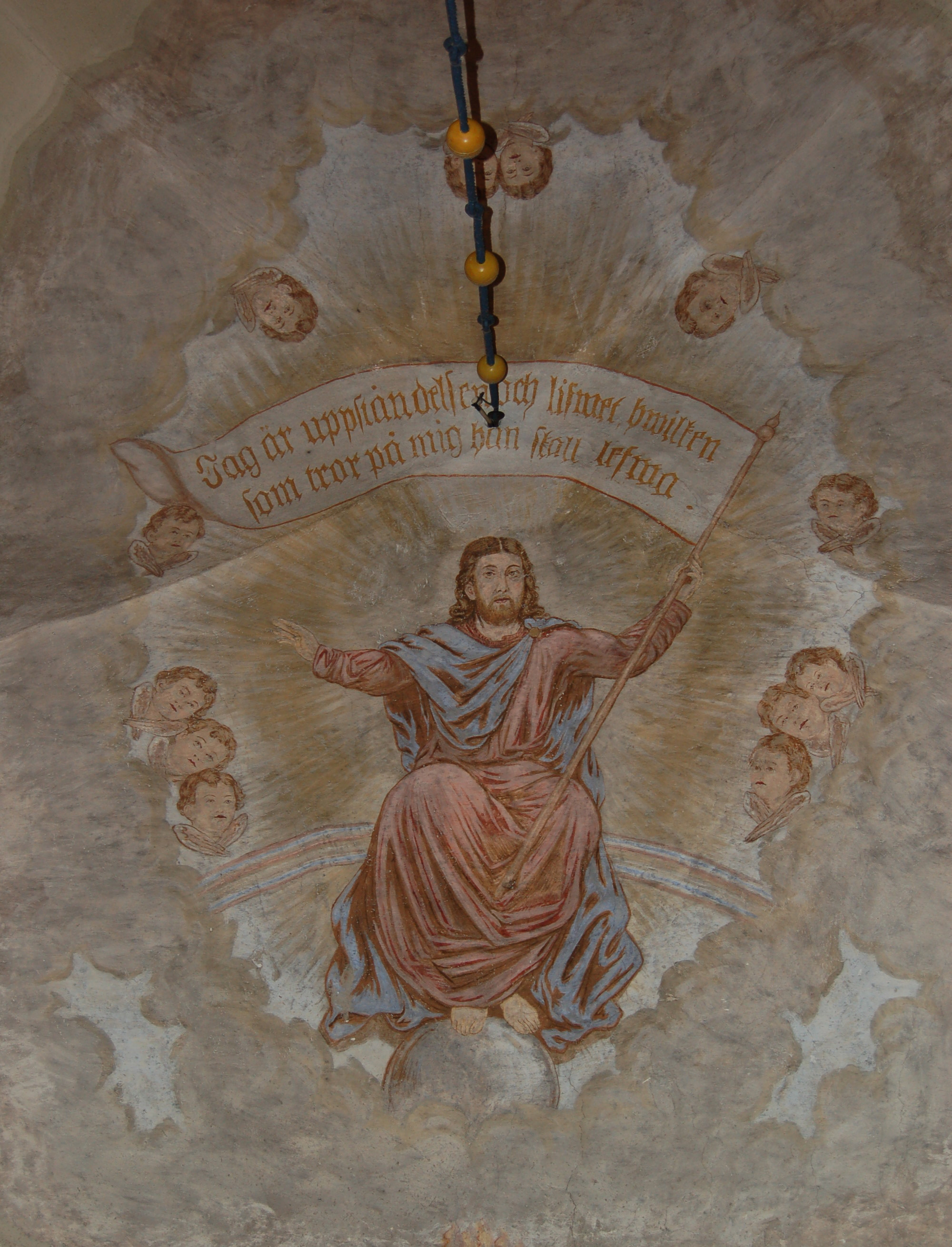
Takmålning
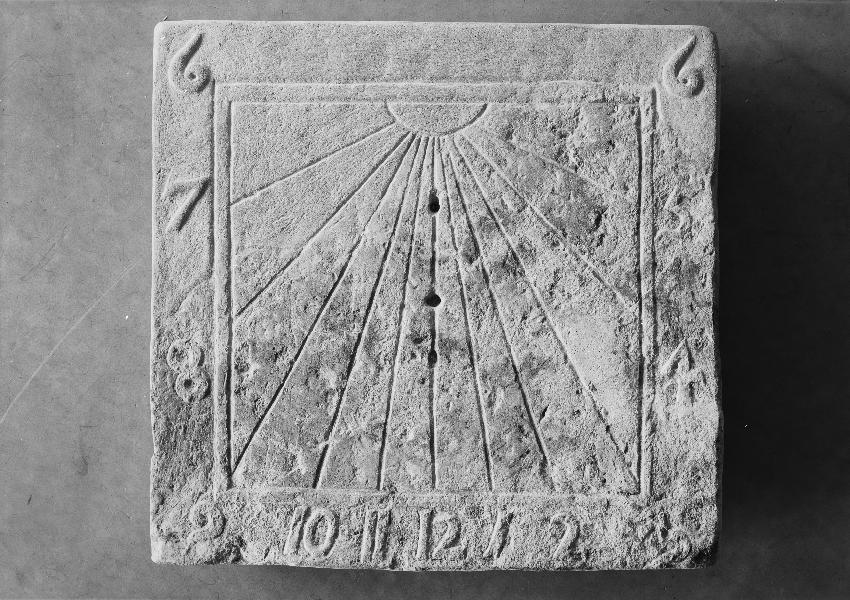
Solur i kalksten